# Záryby
Záryby jsou obec v okrese Praha-východ ve Středočeském kraji. Rozkládá se asi 22 kilometrů severovýchodně od centra Prahy a šest kilometrů severozápadně od města Brandýs nad Labem-Stará Boleslav. Obec tvoří dvě části, Záryby a Martinov (dříve nazývaný Drnovka). Žije zde přibližně 1 100 obyvatel.

## Historie
První písemná zmínka o obci pochází z roku 1371.

### Územněsprávní začlenění
Dějiny územněsprávního začleňování zahrnují období od roku 1850 do současnosti. V chronologickém přehledu je uvedena územně administrativní příslušnost obce v roce, kdy ke změně došlo:
- 1850 země česká, kraj Praha, politický okres Karlín, soudní okres Brandýs nad Labem[4]
- 1855 země česká, kraj Praha, soudní okres Brandýs nad Labem[4]
- 1868 země česká, politický okres Karlín, soudní okres Brandýs nad Labem[4]
- 1908 země česká, politický i soudní okres Brandýs nad Labem[5]
- 1939 země česká, Oberlandrat Mělník, politický i soudní okres Brandýs nad Labem[6]
- 1942 země česká, Oberlandrat Praha, politický i soudní okres Brandýs nad Labem[7]
- 1945 země česká, správní i soudní okres Brandýs nad Labem[8]
- 1949 Pražský kraj, okres Brandýs nad Labem[9]
- 1960 Středočeský kraj, okres Praha-východ[10]

### Rok 1932
V obci Záryby (635 obyvatel) byly v roce 1932 evidovány tyto živnosti a obchody: galanterie, holič, 2 hostince, klempíř, kolář, středočeský konsum, kovář, krejčí, pekař, 3 řezníci, obchod se smíšeným zbožím, spořitelní a záložni spolek, trafika, truhlář, zahradnictví, velkoobchod se zeleninou, obchod se zvěřinou a drůbeží.

## Přírodní poměry
Do severního výběžku katastrálního území na pravém břehu Labe zasahuje jedna z částí přírodní památky Polabí u Kostelce.

## Pamětihodnosti
- Kaplička svaté Anny na kraji obce
- Škola čp. 92, postavená v roce 1907 v secesním slohu s lidovými motivy podle plánů místního stavitele Františka Hradeckého, byla v roce 2019 prohlášena z kulturní památku.
- Neexistující most – za války nacisty projektovaný most, který byl kartograficky zpracován, nebyl nikdy realizován, přesto existuje spoustu odkazů v současných mapách, které odkazují na tato kartografická data a most je tak opakovaně v některých mapách zakreslován. Situace s otáčením těžké kamionové dopravy nakonec dospěla až k výrobě značky s textem „Most přes řeku Labe v Zárybech zrušen“, která je umístěna v Brandýse nad Labem u odbočky na Záryby.[zdroj⁠?!]

## Doprava
Obcí prochází silnice III. třídy. Ve vzdálenosti jeden kilometr vede silnice II/101 v úseku Úvaly – Brandýs nad Labem – Neratovice. Železniční trať ani stanice na území obce nejsou. Nejbližší železniční zastávkou jsou Polerady nad Labem ve vzdálenosti dva kilometry, ležící na trati Čelákovice–Neratovice.
Autobusová doprava 2025
V obci má zastávku autobusová linka 478 v trase Stará Boleslav,aut.st. - Brandýs n.L.,Pražská - Záryby,Martinov - Záryby - Kostelec n.L.,nám. V obci též končí dva odpolední spoje školní linky 671 v trase Přezletice,Panská pole - Veleň,U Pomníku - Brázdim,Nový Brázdim - Polerady - Záryby. V opačném směru jede přes Záryby jeden spoj této linky, který však začíná již v části Martinov.

## Další fotografie

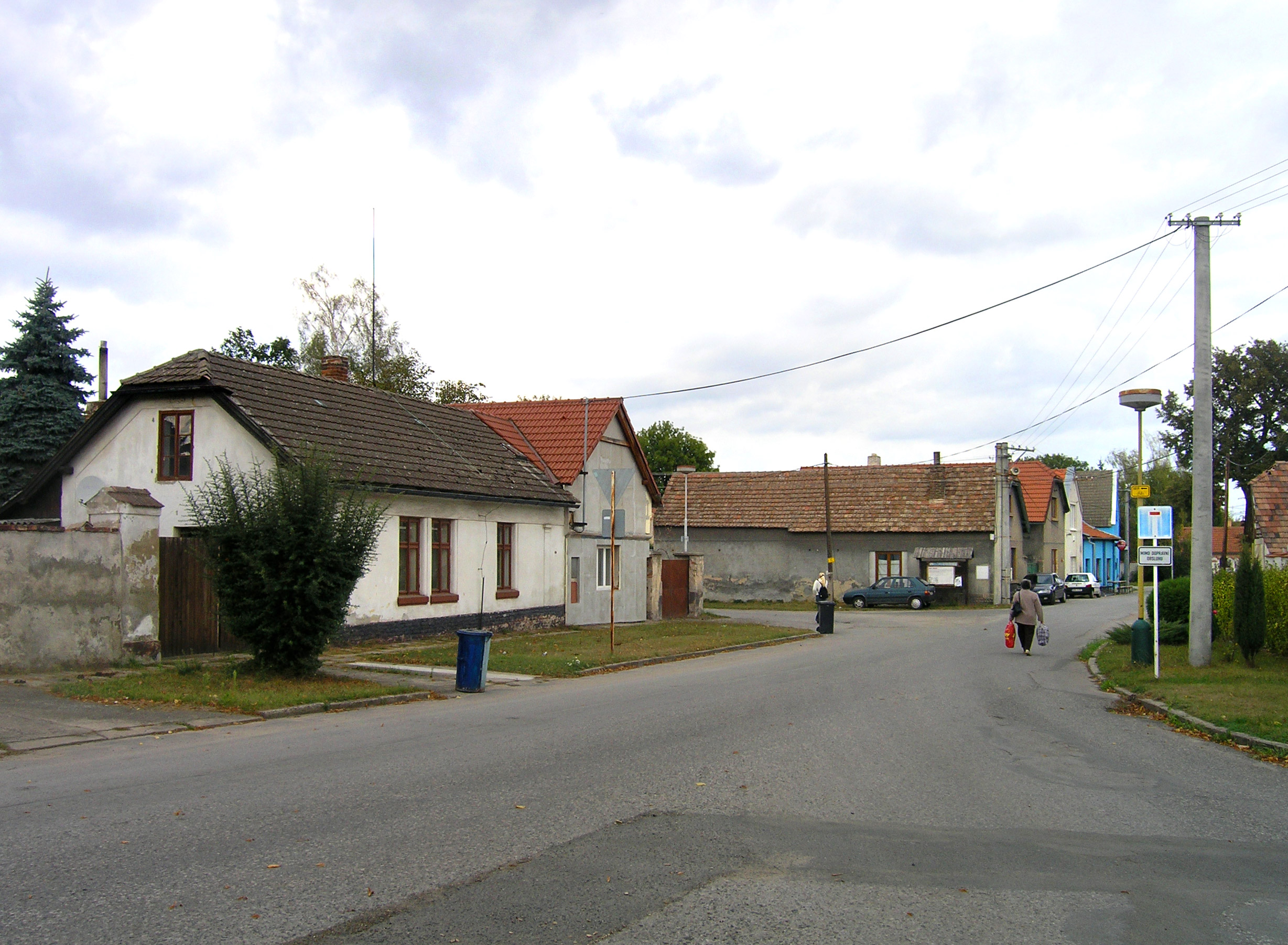
Střed vesnice
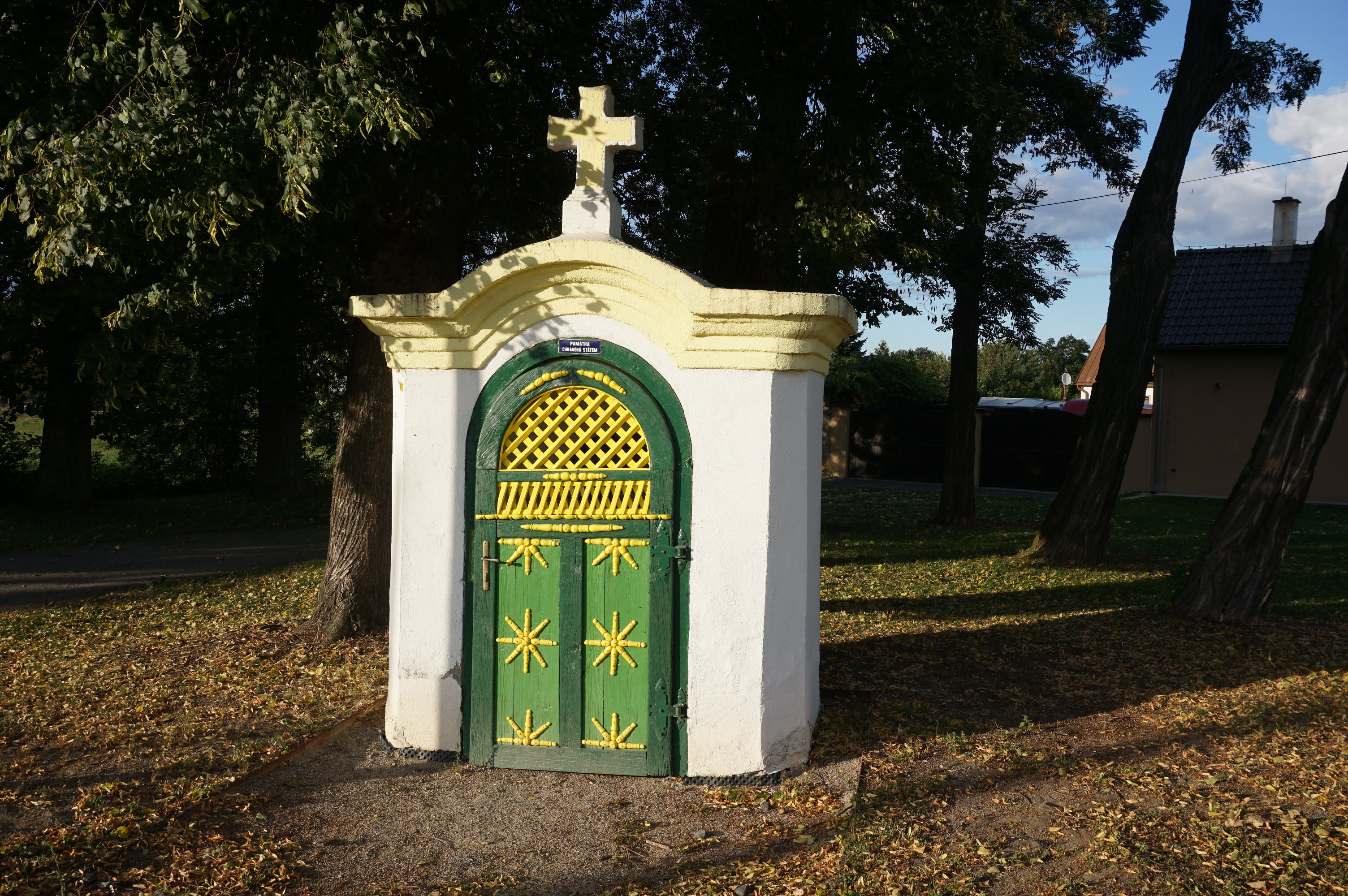
Kaple svaté Anny
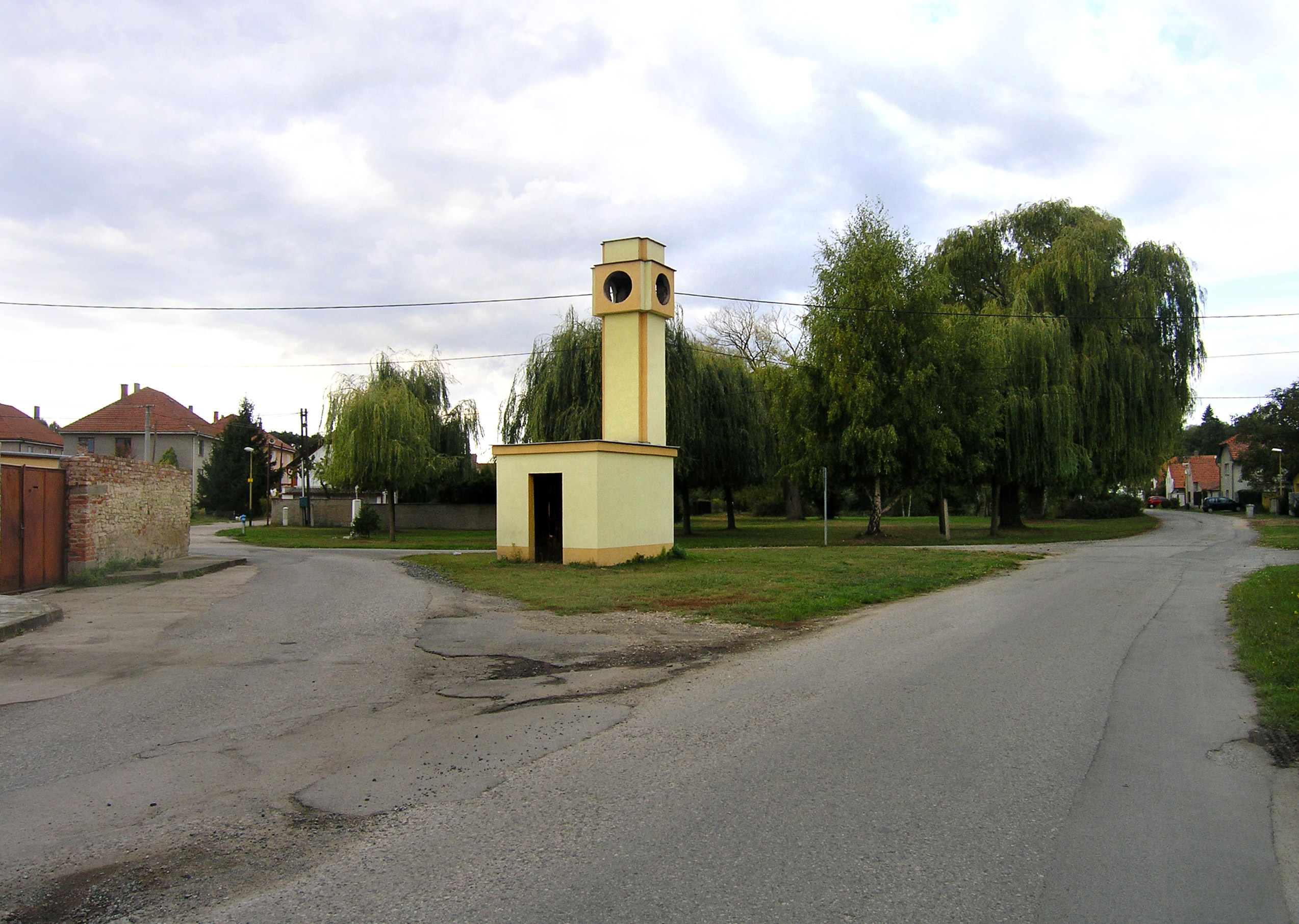
Zvonička
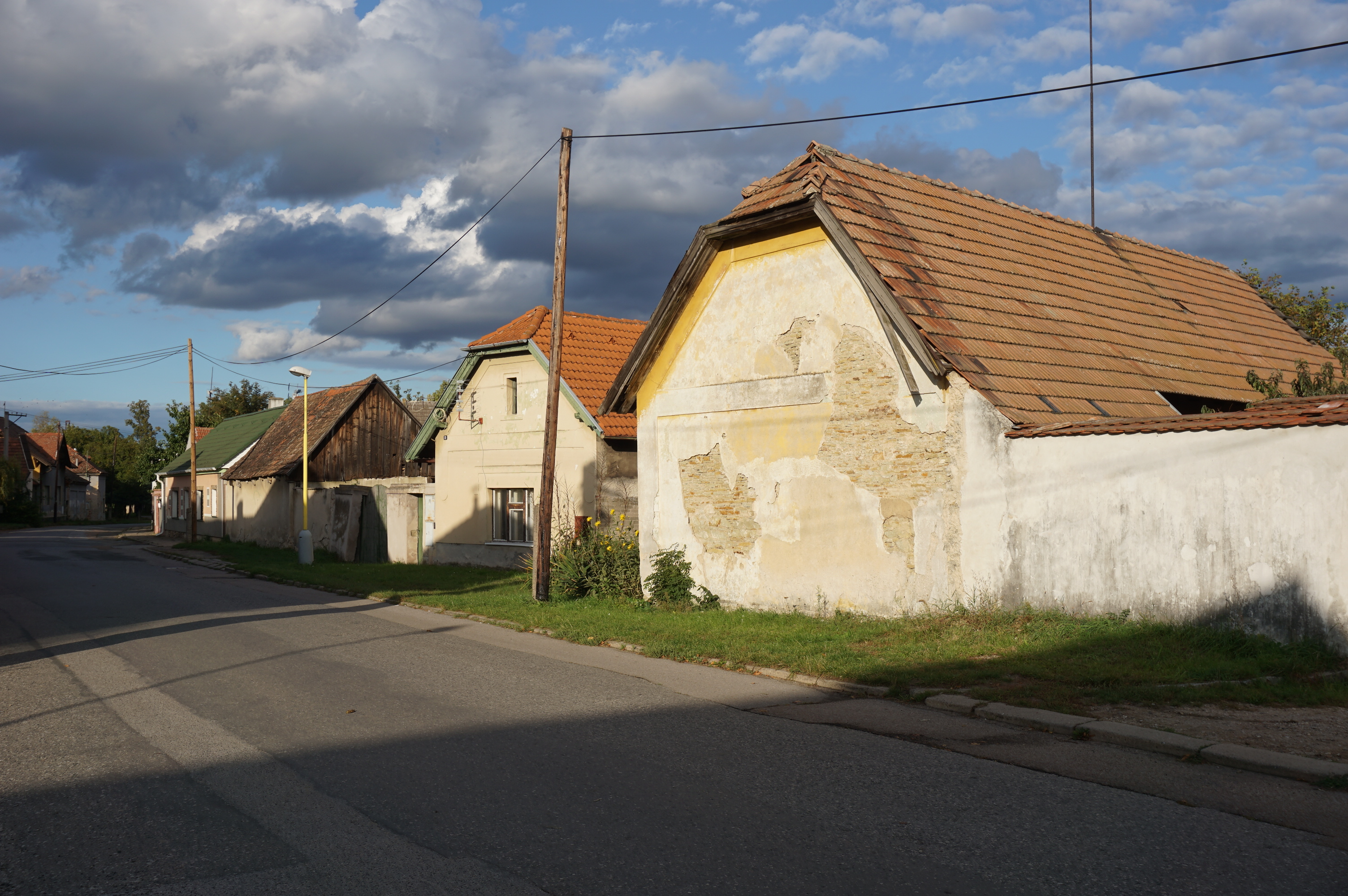
Okolí domu čp. 23
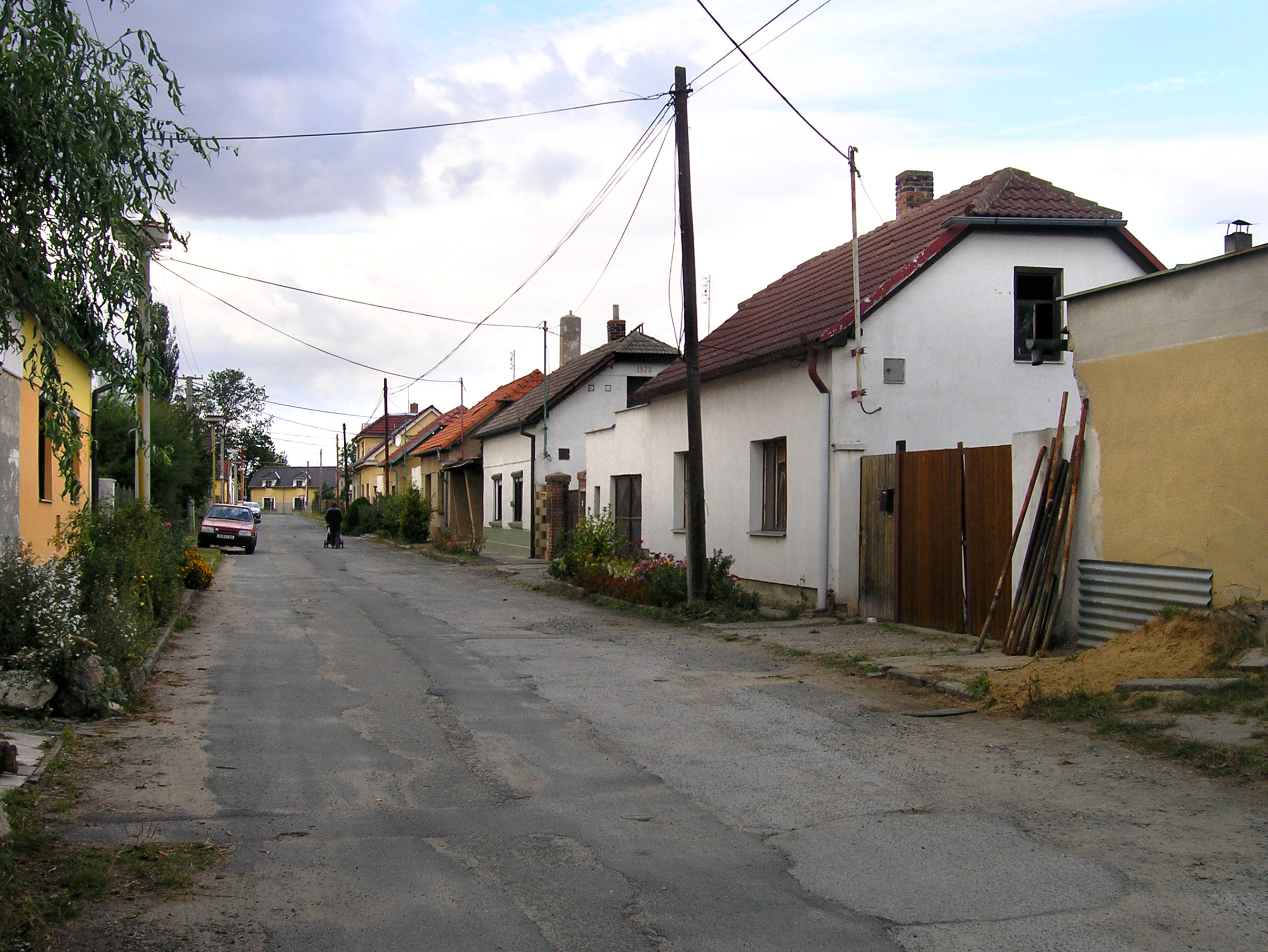
Jižní část vesnice
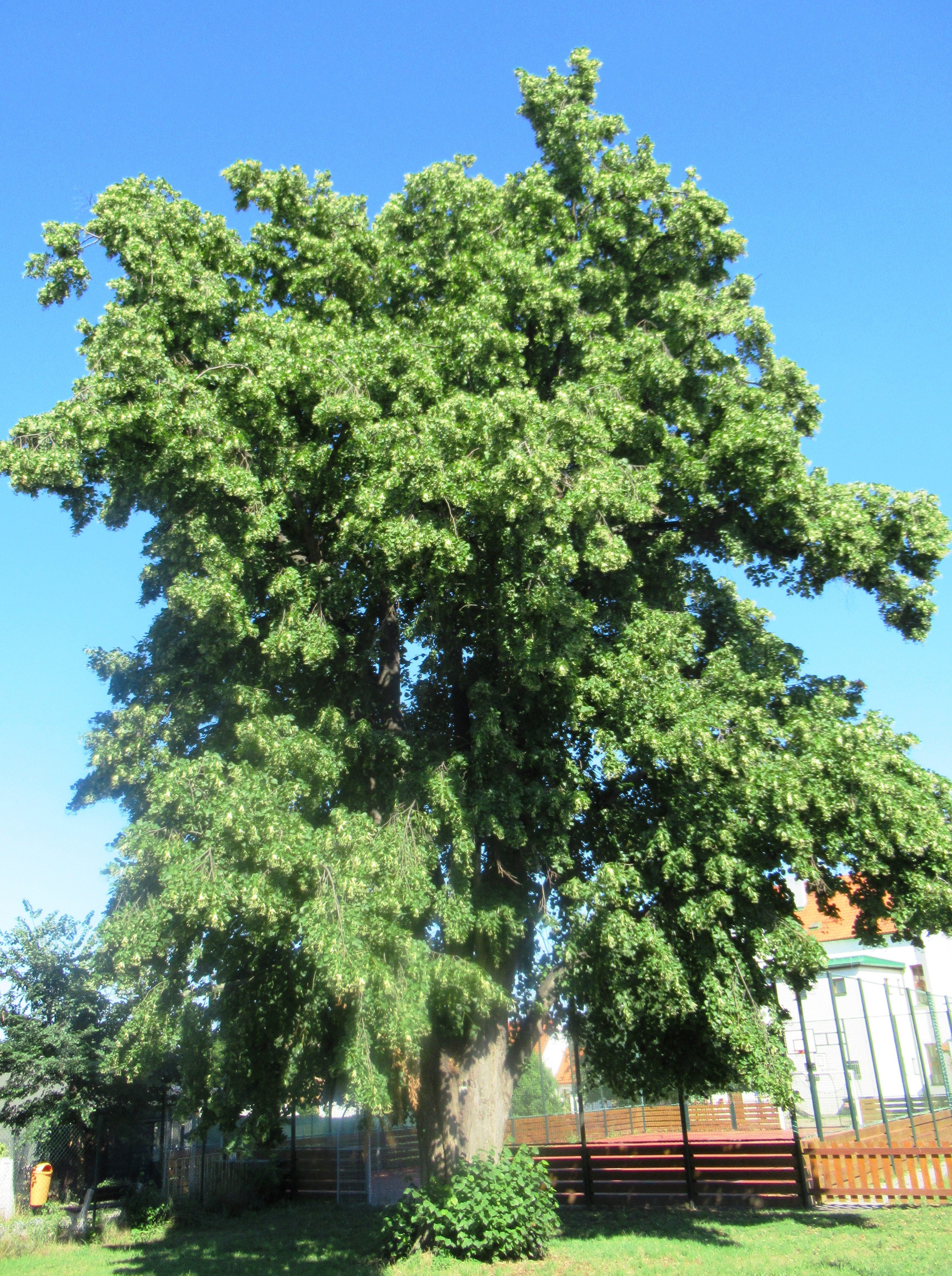
Lípa u mateřské školky